# Uromyces sporoboli
Uromyces sporoboli ist eine Ständerpilzart aus der Ordnung der Rostpilze (Pucciniales). Der Pilz ist ein Endoparasit von Lauchen sowie von Sporobolus-Süßgräsern. Symptome des Befalls durch die Art sind Rostflecken und Pusteln auf den Blattoberflächen der Wirtspflanzen. Sie kommt in den zentralen Vereinigten Staaten vor.

## Merkmale

### Makroskopische Merkmale
Uromyces sporoboli ist mit bloßem Auge nur anhand der auf der Oberfläche des Wirtes hervortretenden Sporenlager zu erkennen. Sie wachsen in Nestern, die als gelbliche bis braune Flecken und Pusteln auf den Blattoberflächen erscheinen.

### Mikroskopische Merkmale
Das Myzel von Uromyces sporoboli wächst wie bei allen Uromyces-Arten interzellulär und bildet Saugfäden, die in das Speichergewebe des Wirtes wachsen. Die Aecien der Art besitzen 24–28 × 21–24 µm große, kugelige bis längliche, hyaline Aeciosporen mit feinwarziger Oberfläche. Die zimtbraunen Uredien des Pilzes wachsen beidseitig auf den Wirtsblättern. Ihre goldenen bis zimtbraunen Uredosporen sind 36–40 × 26–32 µm groß, breitellipsoid bis ellipsoid und stachelwarzig. Die beidseitig wachsenden Telien der Art sind schwärzlich, kompakt und früh offenliegend. Die kastanienbraunen Teliosporen sind einzellig, meist eiförmig bis länglich und 35–40 × 24–28 µm groß. Ihre Stiele sind farblos bis gelblich und bis zu 100 µm lang.

## Verbreitung
Das bekannte Verbreitungsgebiet von Uromyces sporoboli umfasst im Wesentlichen die Great Plains.

## Ökologie
Die Wirtspflanzen von Uromyces sporoboli sind für den Haplonten Lauche (Allium spp.) sowie diverse Sporobolus-Arten für den Dikaryonten. Der Pilz ernährt sich von den im Speichergewebe der Pflanzen vorhandenen Nährstoffen, seine Sporenlager brechen später durch die Blattoberfläche und setzen Sporen frei. Die Art verfügt über einen Entwicklungszyklus mit Spermogonien, Aecien, Telien und Uredien und vollzieht einen Wirtswechsel.